# Rzut równoległy
Rzut równoległy na płaszczyznę – odwzorowanie przestrzeni euklidesowej trójwymiarowej na daną płaszczyznę w ten sposób, że każdemu punktowi przestrzeni przypisany jest punkt przecięcia się prostej, równoległej do kierunku rzutowania, przechodzącej przez dany punkt, z płaszczyzną.
Szczególne rodzaje rzutu równoległego to rzut prostokątny i aksonometria, zaś sam rzut równoległy jest szczególnym przypadkiem rzutu środkowego.